# Viggo Afzelius
Viggo Hjalmar Afzelius, född 25 juni 1881 i Köpenhamn, död 24 januari 1955, var en dansk journalist, revyförfattare och tecknare. Han tillhörde den ursprungligen svenska släkten Afzelius. 
Under 1910-talet skrev Afzelius revykupletter, till exempel för Tivoli Revyen 1918 ("Den store Kærlighed"). En originalinspelning av en av dessa, Fister Fjaseldunks Doktordisputats, framförd av Arvid Ringheim (1880–1941), utgavs år 2000 av Naxos på en samlings-cd med titeln Den danske revy: 1910–1920, Vol. 2. 
Viggo Afzelius teckningar av sångerskan och skådespelerskan Olga Svendsen kan ses på Teatermuseet i Köpenhamn. Afzelius illustrerade tillsammans med bland andra Robert Storm Petersen kompositören och Tivoli-dirigenten Tippe Lumbyes (1879–1959) bok I familie med Tivoli. Blade af en glad Københavners Dagbog (1942).